# Ferdynand Dyrna

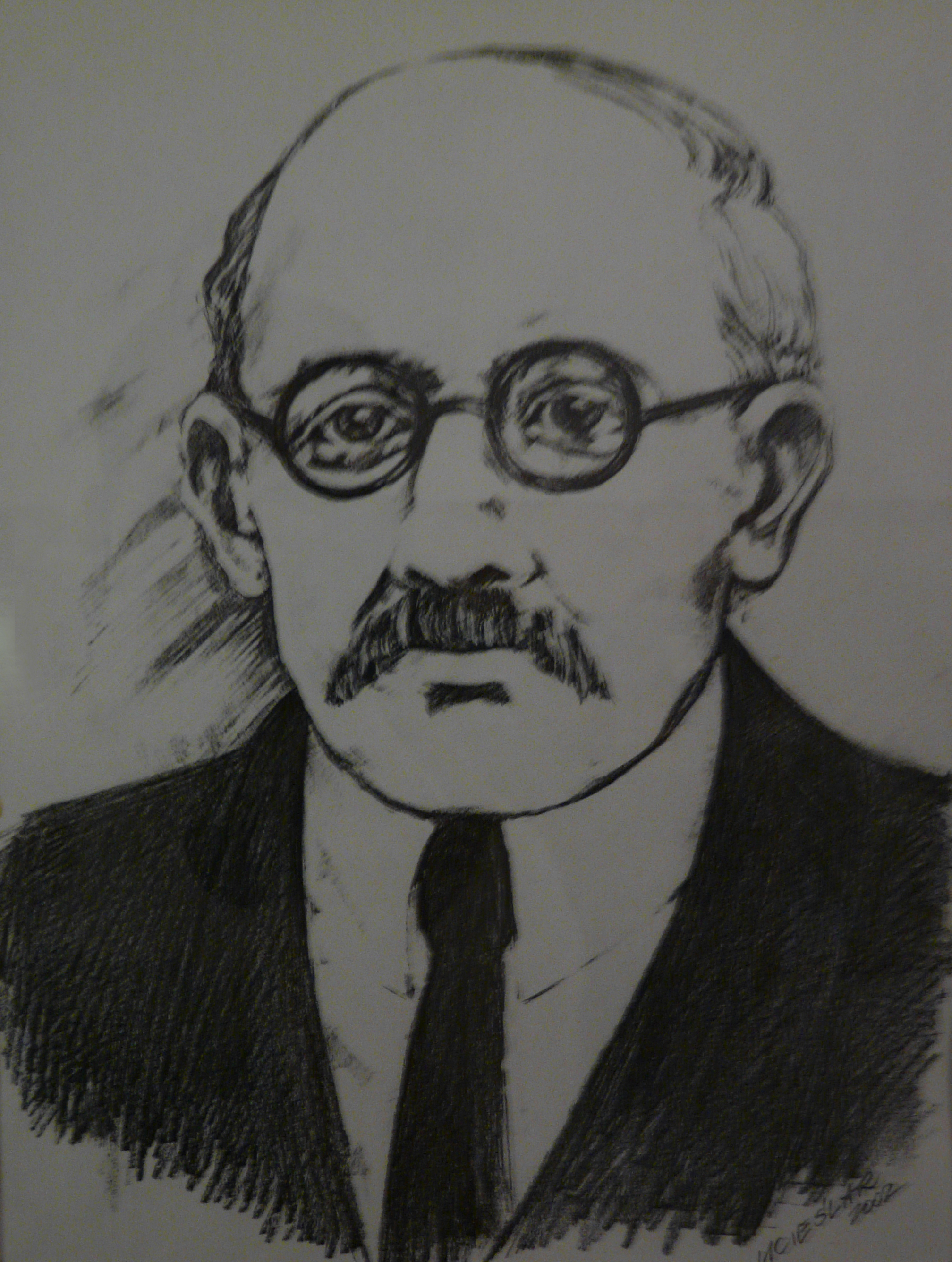

Ferdynand Dyrna (ur. 15 października 1874 w Jabłonkowie, zm. 23 kwietnia 1957 w Ustroniu) – polski pisarz ludowy, dramaturg, aktor, malarz, działacz kultury.

## Życiorys
Urodził się 15 października 1874 roku w Jabłonkowie. Był synem Jerzego – urzędnika bankowego i Anny z domu Drozd. Mimo ukończenia niemieckiej szkoły wydziałowej i kursu szkoły handlowej, czuł się Polakiem i brał czynny udział w polskim życiu narodowym i społecznym. Z wielkim zapałem oddawał się pracy w polskich instytucjach i polskich towarzystwach kulturalno-oświatowych. Początki jego pracy zawodowej oraz społecznej przypadają na czasy bujnego rozkwitu życia narodowego na Ziemi Cieszyńskiej. W latach 1891–1920 pracował w charakterze buchaltera w Towarzystwie Oszczędności i Zaliczek w Cieszynie. Był to ożywiony okres w jego społecznej działalności. Był wszędzie, gdzie mówiono o Polsce i pracowano dla niej. 24 października 1891 roku uczestniczył w pierwszym walnym zebraniu Towarzystwa Gimnastycznego „Sokół” w Cieszynie, którego został członkiem .
Był także członkiem, a przez kilka lat prezesem Czytelni Ludowej w Cieszynie. Wiele czasu poświęcał pisaniu artykułów na łamach „Głosu Ludu Śląskiego” i „Zarania Śląskiego”.
Mówiło się o nim jako o współorganizatorze i działaczu Rady Narodowej Księstwa Cieszyńskiego od początku jej istnienia czyli od 1918.
Od najmłodszych lat przejawiał także wybitny talent aktorski, który wykorzystywał grając amatorsko na wielu scenach Śląska Cieszyńskiego. Za swą działalność teatralną otrzymał srebrną kasetę z napisem „Niestrudzonemu artyście teatru amatorskiego – Polonia Cieszyńska – 1.III. 1914 r.
W 1926 roku Dyrna został dyrektorem Spółdzielczego Banku Ewangelickiego. W tym okresie utrzymywał ścisłe kontakty z Pawłem Stalmachem, Andrzejem Cienciałą oraz Franciszkiem Michejdą i wieloma innymi budzicielami polskiego ruchu narodowego.
W 1930 r. Ferdynand Dyrna wybudował u wlotu do doliny Malinki drewnianą willę o nazwie „Malinka”. Tam też od 1932 r. do lat powojennych prowadził restaurację pod nazwą „Bajeczna”, po które została pamiątka – kronika z wpisami wielu, często znanych, bywalców. Bywał tam m.in. poeta i satyryk – Jan Sztaudynger. W Wiśle-Malince powstały m.in. sztuki: „Prażucha i mucha”, „W podejrzeniu”, a także najbardziej znana - „Sałasznicy”, do której muzykę skomponował Jan Sztwiertnia.
Dla Ferdynanda Dyrny i całej jego rodziny ciężkie były lata okupacji. Dyrna pozbawiony środków do życia chwytał się każdej pracy, aby zarobić na chleb. Dwaj jego synowie zostali zesłani na roboty do Niemiec. Dyrna jednak nie załamywał się, prowadził rachunki miejscowym stolarzom, a miejscowym gospodarzom pisał różnorakie pisma w języku niemieckim do niemieckich władz. Byli jednak ludzie, którzy zdradzili to władzom niemieckim i w 1943 roku Dyrna został skazany przez Sąd Skoczowski na karę 6 miesięcy więzienia, karę odbył w więzieniu w Cieszynie.
W 1944 roku żandarmi niemieccy zabrali młodszego syna Dyrny, Tadeusza i oddali w ręce gestapo. Podobnie jak Paweł Procner po przesłuchaniu i torturowaniu został on rozstrzelany. Miejsce tego wydarzenia upamiętnia tablica pamiątkowa w Gościejowie, w pobliżu D.W. „Irys”.
Jeszcze w latach powojennych Dyrna prowadził biuro meldunkowe i udzielał ludziom porad, nigdy nie odmawiając pomocy. 
Zmarł 23 kwietnia 1957 w Ustroniu. Jego ciało złożono we wspólnym grobie z żoną, na wiślańskim „Groniczku”, wśród jego ukochanych gór.

## Twórczość
Dyrnę od dzieciństwa pociągał teatr. Grając w sztukach Anczyca, Bałuckiego, Rydla czy Fredry różne role, zwłaszcza komiczne, bawiąc widzów stał się ich ulubieńcem. W sztuce „Kościuszko pod Racławicami” grał rolę prezydenta, a dochód z tego przedstawienia przeznaczono na kolonię dla dzieci gruźliczych.
Jego twórczość pisarska obejmowała m.in. artykuły, wiersze, opowiadania oraz nowele, które publikował w czasopismach tj. „Gwiazdka Cieszyńska”, „Głos Ludu Śląskiego”, „Głos Stanu Średniego”, „Zaranie Śląskie”. Pisał także pełne dowcipu felietony. Swoje utwory podpisywał pseudonimem „Fedyr” lub „Janok-Fabon”. W 1932 roku napisał libretto widowiska teatralnego „Sałasznicy”, do którego muzykę skomponował Jan Sztwiertnia. Pierwsze przedstawienie tej sztuki odbyło się w pensjonacie Marosza na „Pustkach” w Wiśle Malince razem z występem młodzieży malinczańskiej. Sztuka ta wystawiana była jeszcze kilka razy. Dyrna nie tylko pisał sztuki teatralne, ale również reżyserował je. W większości wystawiane były one na Zaolziu, a tematyką było życie ludu śląskiego i zwyczaje górali beskidzkich.
Pasją Dyrny było też malarstwo. Tworzył obrazy o tematyce góralskiej, uwieczniając na swoich płótnach elementy charakterystyczne dla życia mieszkańców Ziemi Cieszyńskiej. Jego obraz „Izba góralska”, namalowany na zamówienie prof. Franciszka Popiołka, do dzisiaj można oglądać w Muzeum w Cieszynie, inne prace znajdują się w prywatnych zbiorach. Dyrna wiele obrazów ofiarował krewnym, przyjaciołom i znajomym.